# Lophocampa occidentalis
Lophocampa occidentalis är en fjärilsart som beskrevs av French 1890. Lophocampa occidentalis ingår i släktet Lophocampa och familjen björnspinnare. Inga underarter finns listade i Catalogue of Life.